# لورانس جاي وايت
لورانس جاي وايت (بالإنجليزية: Lawrence J. White)‏ هو اقتصادي أمريكي، ولد في 1942.